# Râul Valea Lupului, Dâmbovița
Râul Valea Lupului este un curs de apă, afluent al Râușorului. 